# Уненеж
Уненеж — летописный город в Черниговской земле, преимущественно ассоциирующися с современным Нежином. Также предполагается связь с летописными топонимами Нежатин и Нежатина Нива.
Местоположение Уненежа предполагают на правом берегу реки Остёр в урочище «Городок» на северо-восточной окраине Нежина либо на месте урочища «Замок» на левом берегу Остра в центре Нежина, где в 1620-е годы властями Речи Посполитой была построена Нежинская крепость.
В 1147 году в результате межусобиц киевских и черниговских князей Уненеж был захвачен и разрушен великим князем киевским Изяславом Мстиславичем и его братом смоленским князем Ростиславом Мстиславичем. Археологические раскопки на территории Нежина раскрыли остатки сожжёных жилищ, а также образцы оружия и бытовые вещи, принадлежавшие монгольским завоевателям. Всё это свидетельствует о том, что существовавший здесь комплекс поселений, предположительно связанный с Уненежем, был разрушен и на несколько веков прекратил своё существование в результате монгольского нашествия на Русь.
Городище «Городок» как одна из возможных локаций Уненежа датируется XI — началом XIII века. Оно занимает площадку округлой формы диаметром около 100 м, с запада и юга ограничено рвом шириной около 3 м. Культурный слой был сильно повреждён наличием здесь в XIX — начале XX века помещичьего имения и многочисленных перепланировок. С юга, запада и востока к городищу примыкал посад площадью 13 га, на которым найдены артефакты не только древнерусского времени, но и уходящие в эпоху неолита. Помимо городища сохранились следы курганных могильников. В то же время, со ссылкой на примитивные укрепления (частокол на дне рва) высказываются и сомнения насчёт локализации Уненежа в урочище «Городок». Однако археологам на сегодняшний день пока не удалось обнаружить и на месте урочища «Замок» сколько-нибудь значимого древнерусского культурного слоя, хотя не исключено, что он был уничтожен при постройке крепости. В целом, проблема локализации первоначальных укреплений Нежина остаётся открытой, равно как и точная атрибуция летописных топонимов, связываемых с Нежином — Уненеж, Нежатин и Нежатина Нива.